# Milo Martin
Milo Martin (ur. 6 lutego 1893 w Morges, zm. 26 lipca 1970 w Lozannie) – szwajcarski rzeźbiarz i plastyk.
Studiował rzeźbę w Lozannie, Genewie oraz w Rzymie i Florencji, ale zniechęcony stosowanymi metodami nauczania postanowił zdobywać wiedzę na własną rękę. Jego twórczość charakteryzują rzeźby nagich postaci, tworzył również realistyczne popiersia i zajmował się medalierstwem. Większość z jego rzeźb znalazła lokalizację w okolicach Lozanny m.in. w oranżerii Mon-Repos-Parc.
Milo Martin uczestniczył w wielu wystawach międzynarodowych, wystawiał w Brukseli (1928), Amsterdamie (1928), Paryżu (1934), Wiedniu (1937), Egipcie (1938) i Nowym Jorku (1939/1940).
Prace Milo Martina były wielokrotnie nagradzane, w 1913 otrzymał I nagrodę na Krajowej Szwajcarskiej Wystawie Sztuki Medalierskiej w Bernie, w 1928 srebrnym medalem nagrodzono rzeźbę przygotowaną na Olimpijski Konkurs Sztuki i Literatury 1928, w 1937 na wystawie w Wiedniu przyznano artyście Złoty Laur. W latach 1931–1936 tworzył na zlecenie Federalnej Komisji Sztuk Pięknych.